# Kimchi jjigae

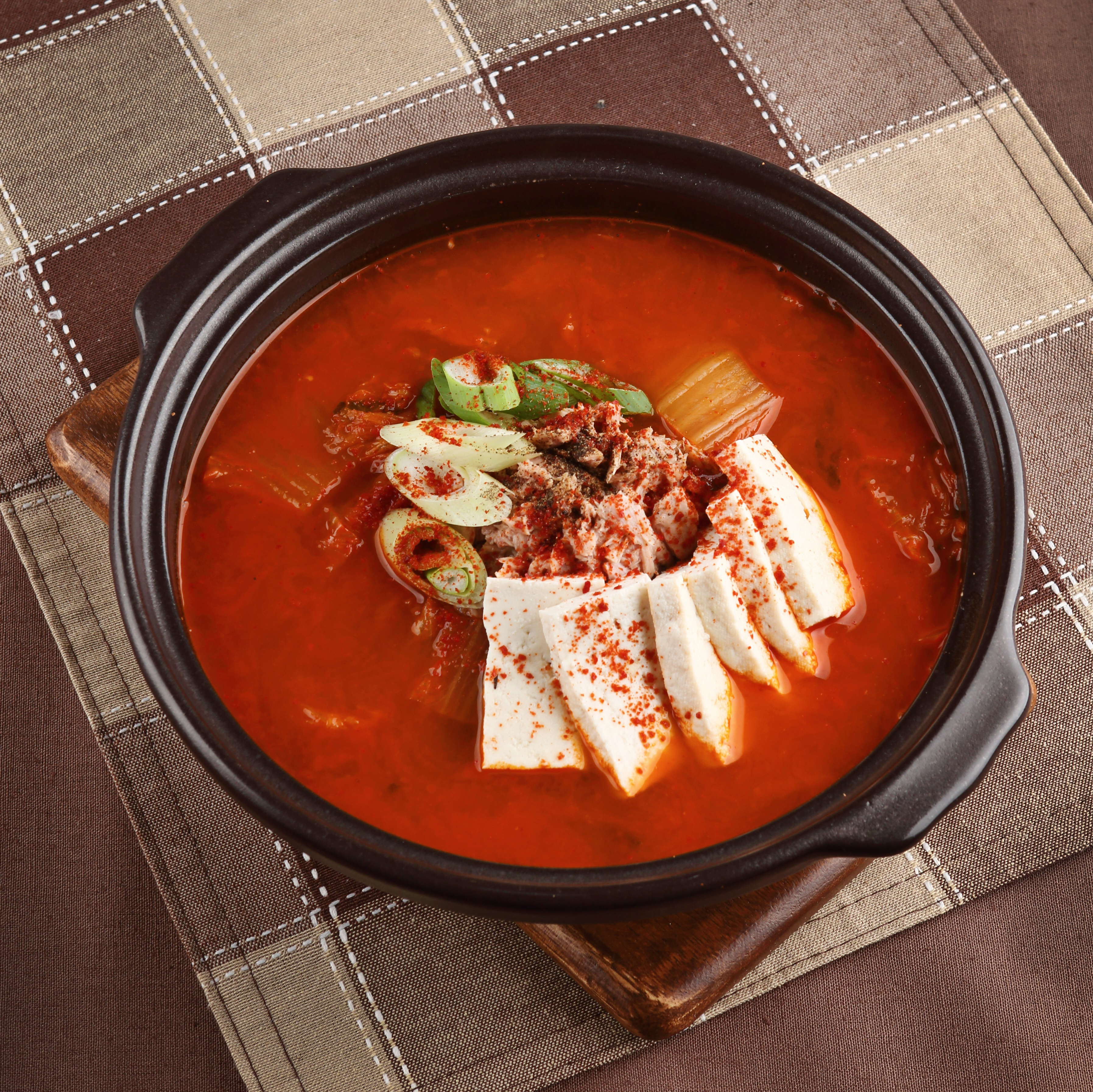
Kimchi jjigae.

El kimchi jjigae (hangul 김치찌개) es una variedad de jjigae (tipo de estofado coreano) hecho con kimchi y otros ingredientes tales como cebolletas, cebollas, tofu en dados, cerdo y marisco (si bien el cerdo y el marisco no suelen usarse en la misma receta).
El kimchi jjigae se prepara a menudo en los hogares coreanos a partir de kimchi viejo, más fermentado, lo que da un sabor mucho más fuerte y proporciona mayores cantidades de bacterias «buenas» presentes también en el yogur. Se dice que el estofado es más sabroso si se prepara con kimchi viejo, mientras el fresco no da tan buen sabor.
Como muchos otros platos coreanos, el kimchi jjigae suele comerse en grupos desde el centro de la mesa si lo piden más de dos personas. Se acompaña con diversos banchan y arroz. Suele cocinarse y servirse hirviendo en una olla de barro.